# Faverolles (Eure i Loir)
Faverolles és un municipi francès, situat al departament de l'Eure i Loir i a la regió de Centre – Vall del Loira. L'any 2007 tenia 833 habitants.

## Demografia

### Població
El 2007 la població de fet de Faverolles era de 833 persones. Hi havia 297 famílies, de les quals 62 eren unipersonals (21 homes vivint sols i 41 dones vivint soles), 74 parelles sense fills, 149 parelles amb fills i 12 famílies monoparentals amb fills.
La població ha evolucionat segons el següent gràfic:
Habitants censats

### Habitatges
El 2007 hi havia 377 habitatges, 307 eren l'habitatge principal de la família, 50 eren segones residències i 21 estaven desocupats. 365 eren cases i 12 eren apartaments. Dels 307 habitatges principals, 254 estaven ocupats pels seus propietaris, 45 estaven llogats i ocupats pels llogaters i 7 estaven cedits a títol gratuït; 3 tenien una cambra, 18 en tenien dues, 36 en tenien tres, 76 en tenien quatre i 174 en tenien cinc o més. 218 habitatges disposaven pel capbaix d'una plaça de pàrquing. A 109 habitatges hi havia un automòbil i a 176 n'hi havia dos o més.

### Piràmide de població
La piràmide de població per edats i sexe el 2009 era:
| Homes | Edats   | Dones |
| ----- | ------- | ----- |
| 0     | 95 o +  | 0     |
| 4     | 90 a 94 | 0     |
| 12    | 85 a 89 | 0     |
| 4     | 80 a 84 | 12    |
| 16    | 75 a 79 | 24    |
| 4     | 70 a 74 | 8     |
| 8     | 65 a 69 | 20    |
| 12    | 60 a 64 | 4     |
| 12    | 55 a 59 | 12    |
| 24    | 50 a 54 | 28    |
| 40    | 45 a 49 | 24    |
| 40    | 40 a 44 | 44    |
| 48    | 35 a 39 | 52    |
| 8     | 30 a 34 | 12    |
| 24    | 25 a 29 | 16    |
| 8     | 20 a 24 | 24    |
| 36    | 15 a 19 | 20    |
| 48    | 10 a 14 | 36    |
| 24    | 5 a 9   | 40    |
| 20    | 0 a 4   | 12    |

## Economia
El 2007 la població en edat de treballar era de 574 persones, 428 eren actives i 146 eren inactives. De les 428 persones actives 396 estaven ocupades (228 homes i 168 dones) i 31 estaven aturades (20 homes i 11 dones). De les 146 persones inactives 35 estaven jubilades, 60 estaven estudiant i 51 estaven classificades com a «altres inactius».

### Ingressos
El 2009 a Faverolles hi havia 324 unitats fiscals que integraven 884 persones, la mediana anual d'ingressos fiscals per persona era de 22.548,5 €.

### Activitats econòmiques
Dels 50 establiments que hi havia el 2007, 2 eren d'empreses alimentàries, 1 d'una empresa de fabricació de material elèctric, 1 d'una empresa de fabricació d'altres productes industrials, 11 d'empreses de construcció, 8 d'empreses de comerç i reparació d'automòbils, 3 d'empreses de transport, 1 d'una empresa d'hostatgeria i restauració, 1 d'una empresa d'informació i comunicació, 3 d'empreses financeres, 3 d'empreses immobiliàries, 12 d'empreses de serveis, 3 d'entitats de l'administració pública i 1 d'una empresa classificada com a «altres activitats de serveis».
Dels 12 establiments de servei als particulars que hi havia el 2009, 2 eren paletes, 2 guixaires pintors, 2 fusteries, 1 lampisteria, 2 electricistes, 1 perruqueria i 2 agències immobiliàries.
Dels 2 establiments comercials que hi havia el 2009, 1 era una botiga de menys de 120 m² i 1 una fleca.
L'any 2000 a Faverolles hi havia 6 explotacions agrícoles.

## Equipaments sanitaris i escolars
El 2009 hi havia una escola elemental.

## Poblacions més properes
El següent diagrama mostra les poblacions més properes.